# Sân bay quốc tế Hồng Đường Loan Tam Á
Sân bay quốc tế Hồng Đường Loan Tam Á là một sân bay đang xây dựng, phục vụ cho thành phố Tam Á thuộc tỉnh Hải Nam, Trung Quốc. Sân bay sẽ tọa lạc trên một đảo nhân tạo ở vịnh Hồng Đường, cách Tam Á 20 km về phía tây. Việc xây dựng bắt đầu từ năm 2017 và dự kiến sân bay sẽ mở cửa vào tháng 12 năm 2020.
Sân bay Hồng Đường Loan sẽ là sân bay trên biển đầu tiên của Trung Quốc, dự kiến sẽ có 4 đường băng, 3 nhà ga và công trình phụ trợ.